# حسين عواضة (لاعب كرة قدم)
حسين عواضة هو لاعب كرة قدم لبناني، ولد في 2000 في النبطية في لبنان.

## وصلات خارجية
- حسين عواضة (لاعب كرة قدم) على موقع قاعدة بيانات كرة القدم.إي يو (الإنجليزية)
- حسين عواضة (لاعب كرة قدم) على موقع ناشيونال فوتبول تيمز (الإنجليزية)
- حسين عواضة (لاعب كرة قدم) على موقع Soccerway.com (الإنجليزية)